# Guillermo de Zaragoza
Guillermo fue un obispo de Zaragoza en 1137-1138.
Su pontificado fue breve y se tiene poca información sobre él. Tenía un hermano llamado Pedro, conocido por donaciones a la Iglesia del Salvador, y fue elegido por el cabildo y confirmado por el arzobispo de Burgos. Probablemente fueran consecuencias de la ocupación leonesa de Zaragoza entre 1135-1137 durante los conflictos causados por la sucesión de Alfonso I el Batallador. Zanjó las disputas del naciente obispado con la más antigua sede oscense sobre el control de las reliquias de las Santas Masas y la Iglesia de San Gil de Zaragoza.